# Ingeniería sanitaria
La ingeniería sanitaria es la rama de la ingeniería dedicada básicamente al saneamiento de los ámbitos en que se desarrolla la actividad humana. Se vale para ello de los conocimientos que se imparten en disciplinas como la hidráulica, la ingeniería química, la biología (particularmente la microbiología), la física, la matemática,  la mecánica, electromagnetismo,  la electromecánica, la Termodinámica, la Electroquímica, entre otras. Su campo se complementa y se comparte en los últimos años con las tareas que afronta la ingeniería ambiental, que extiende su actividad a los ambientes aéreos y edáficos.
El hombre posee la necesidad de vivir en sociedad. Esto trae como consecuencia la formación de aglomeraciones humanas, las cuales traen muchos problemas que se agudizan cuando la población se forma sin un plan previo de ordenamiento. Entre los muchos problemas que traen las aglomeraciones urbanas, las que más interesan a la Ingeniería Sanitaria, son la aparición de enfermedades, en mayor cantidad, cuando no se cumplen los requisitos fundamentales de la higiene. Los problemas higiénicos producidos por las grandes urbanizaciones, que muchas veces se agudizan por la presencia de los animales que nos rodean, se traducen en definitiva en el deterioro del medio ambiente circundante, es decir, se produce lo que comúnmente llamaríamos contaminación.
Los elementos del medio ambiente susceptibles de contaminación son, el aire y el agua (y el suelo); que junto con los alimentos, la luz y el calor son los que se han dado a llamar los cinco elementos esenciales para la vida. Surge en consecuencia la necesidad de adoptar a través del vector que maneja la salubridad, todas las medidas que conciernen al mejoramiento de las condiciones de vida de la población y al cuidado de la salud colectiva.
Posiblemente el mayor logro de la ingeniería sanitaria fue la drástica disminución de las enfermedades de origen hídrico, como disentería, tifoidea, diarreas infantiles y otras. Tal logro fue alcanzado mediante el tratamiento de agua para consumo humano, clarificándola, filtrándola y desinfectándola. Estas prácticas comenzaron a hacerse en la edad contemporánea desde mediados del siglo XIX, y surge allí especialmente el nombre del médico inglés John Snow, que aunó en su estudio métodos de epidemiología y de ingeniería.
La Ingeniería Sanitaria se orienta a la gestión, planeación, análisis, diseño, desarrollo e implementación de tecnologías apropiadas que buscan ofrecer alternativas de solución a los diversos problemas de la comunidad y su entorno, haciendo uso de las tecnologías de punta en los diversos campos de las ciencias y del quehacer humano. Constituye, entonces, parte fundamental en la solución a los problemas de salud y medio-ambientales, una actividad que mediante la elaboración de modelos aplicados a la condición ambiental, busca conservar, mejorar y garantizar la salud pública y el bienestar de la comunidad.

## Importancia de la Ingeniería Sanitaria en la Actualidad
La ingeniería sanitaria, por su importancia, es considerada en muchos países como una carrera separada, en otros países es considerada una especialización de la ingeniería hidráulica. Se ocupa de diseñar, construir y operar:
- Sistemas de abastecimiento de agua potable, en todos sus componentes, destinados a la captación, del agua desde ríos o lagos, relacionándose aquí con la ingeniería fluvial, hasta la distribución del agua potabilizada a los usuarios.
- Sistemas de alcantarillado sanitario y plantas de tratamiento de aguas servidas, incluyendo las estructuras destinadas a la devolución del agua ya tratada adecuadamente al ambiente.
- Sistemas de gestión integral de residuos sólidos.

El Ingeniero sanitario tiene sólidos conocimientos de hidráulica, y además domina los procesos físico químicos y bacteriológicos relacionados con el tratamiento del agua, tanto para su potabilización, como para su descontaminación antes de ser devuelta al ambiente.

## La Ingeniería Sanitaria En El Contexto Histórico
La Ingeniería Sanitaria surgió por la problemática aparente que la salud y el bienestar de una población están estrechamente relacionados con la calidad de su medio ambiente, las personas han aplicado ciertos principios para intentar mejorar esta última. Los romanos construyeron acueductos para prevenir sequías y proveer a la ciudad de Romade una fuente de agua limpia y saludable.
La ingeniería Sanitaria actual tuvo sus primeros apariciones leves en Londres a mediados del siglo XIX, cuando se estableció que una red de alcantarillado adecuada podría reducir la incidencia de enfermedades transmitidas por el agua como el cólera. La introducción desde ese entonces de la purificación de agua y del tratamiento de aguas residuales ha transformado a las enfermedades transmitidas por el agua de principales causas de muerte a rarezas en los países industrializados.
La denominación Ingeniería Sanitaria, proviene de la práctica anglosajona y su origen se remonta a comienzos del siglo XX cuando algunas de las universidades de los Estados Unidos, elaboraron y pusieron en práctica un nuevo concepto de Salud Pública, donde se prestaba gran atención al papel que desempeña el saneamiento básico, en promover la salud de las poblaciones. Estas ideas, recogidas y ampliadas por la Organización Mundial de la Salud, mantienen su vigencia y han permitido establecer como elemento básico en la estimación de la calidad de la vida de los ciudadanos, la disponibilidad de un adecuado suministro de agua potable y de disposición de las aguas residuales. Estas fueron las consideraciones fundamentales en la definición del Ingeniero, adoptada en 1970 por la Organización Internacional del Trabajo y cuya parte esencial se expresa así:
"Proyecta la construcción de obras e instalaciones de ingeniería destinadas a asegurar la higiene y salud públicas, como sistemas de aprovisionamiento de agua y evacuación de desechos yplanea, organiza y vigila su construcción, funcionamiento, conservación y reparación; desempeña tareas similares a las que realiza el Ingeniero Civil, en general, pero está especializado en el proyecto, construcción, funcionamiento, conservación y reparación de instalaciones de filtración y distribución de agua potable, sistemas de evacuación de aguas residuales."
Con estos antecedentes, se entiende la dependencia de la Ingeniería Sanitaria de la carrera que le dio su origen, situación que persiste en los programas de formación universitaria, en mayor o menor grado. Cabe a las autoridades académicas examinar si es pertinente modificar la definición anterior, para dar paso a las exigencias de la técnica moderna y a lo que se clasifica como la “nueva dimensión ambiental” de estos conocimientos; esta nueva visión de la carrera se ha concretado en la siguiente definición adoptada por la Universidad del Valle:“ Se entiende como Ingeniería Sanitaria a la profesión en la cual mediante la aplicación del método científico a la interpretación de los fenómenos naturales y sociales, se elaboran modelos aplicables a las condiciones del ser humano, en busca del mejoramiento de la salud del mismo”

## Ingeniería Sanitaria en Colombia
El inicio del ejercicio de la Ingeniería Sanitaria en Colombia se dio en los años cuarenta con la creación del Fondo de Fomento Municipal, orientado hacia proyectos de acueducto y alcantarillado. En la década de los cincuenta se proyecta con la creación del Instituto de Fomento Municipal y el nacimiento de la Asociación Colombiana de Ingeniería Sanitaria y Ambiental, Acodal.
El programa de Ingeniería Sanitaria surgió en la década de los años 60 como producto de la separación de perfiles entre la Ingeniería Civil y la Ingeniería Química, en las que el componente ambiental no encontraba identidad propia, en un contexto en el que la necesidad de vivienda y el uso de tecnologías apropiadas y de bajo costo imponían de manera urgente el surgimiento de este tipo de programas.

En 1960 la Facultad de Ingeniería de la Universidad Nacional revela un informe que muestra la necesidad de Ingenieros Sanitarios para la solución de problemas de cobertura de acueducto, alcantarillado y saneamiento básico. En 1962 surgió la primera carrera en la Universidad del Valle, y en la Universidad de Antioquia fue creada el 1º de febrero de 1968 e inició estudios en el primer semestre de 1969.  Los estudios de Ingeniería Sanitaria se desarrollaron a partir de la Ingeniería Civil y la Salud Pública, enfocados hacia el saneamiento básico, la epidemiología, la salud pública, los acueductos y el alcantarillado. En 1978 se involucran temáticas como la contaminación atmosférica y el aseo urbano. A fines de la década de los 90 se introducen varias electivas que incluyen temáticas sobre la Gestión Ambiental y la prestación de los Servicios Públicos
Para el período comprendido entre los años 1983 a 1986 se implementó el Plan de Desarrollo Nacional denominado “Cambio con Equidad”, el cual contempla en muchos de sus apartes la mejora de la calidad de la educación y “el perfeccionamiento de la investigación sobre las características sociales y económicas de la enseñanza en Colombia y de los avances en la filosofía y pedagogía de la ciencia.” De igual manera, el citado plan refiere que “El Ministerio de Educación creará el sistema de Universidad Nacional Abierta para diversificar la oferta de programas que satisfagan necesidades de las diversas regiones colombianas”. En el ámbito local y a comienzos de la década de los 80, el plan de inversiones del Departamento de Boyacá definió como prioridades de inversión acueductos y alcantarillados, para disminuir una de las causas de la alta mortalidad y mejorar las condiciones de higiene y salubridad de la población, que por la época el 69% de las poblaciones con menos de 2500 habitantes no tenía servicio de acueducto y el 90% carecía de servicios de alcantarillado.
En este marco de ideas nace el programa Ingeniería Sanitaria como respuesta a una necesidad sentida que tiene el país de solucionar diversos y complejos problemas de saneamiento ambiental, principalmente los relacionados con suministro de agua con calidad, disposición de desechos líquidos y sólidos y el control de emisiones a la atmósfera.

## Ingeniería Sanitaria en Europa
En Portugal, las primeras publicaciones sobre la salud y la salud pública han sido desarrolladas por Ricardo Jorge en 1884, más tarde, los ingenieros Antonio Lobato de Faria , Pedro Celestino da Costa , entre otros, contribuyeron al desarrollo de la ingeniería sanitaria en Portugal.
La más antigua escuela de Ingeniería Sanitaria en Portugal es la Facultad de Ciencia y Tecnología, Universidad Nueva de Lisboa. Esta universidad otorga actualmente el grado de Doctor en Ingeniería Sanitaria. Los primeros ingenieros sanitarios que surjan en Portugal forman de esta universidad como de posgrado.
Uno de los principales polos de desarrollo de la investigación aplicada en el Centro de Ingeniería Sanitaria de Ingeniería Sanitaria LNEC - Laboratorio Nacional de Ingeniería Civil .
La Ingeniería Sanitaria tiene como asociación con APESB (Asociación Portuguesa para el Estudio de Saneamiento).
Antonio Lobato de Faria fue el primer presidente del instituto.

## Enfoque de la Ingeniería Sanitaria

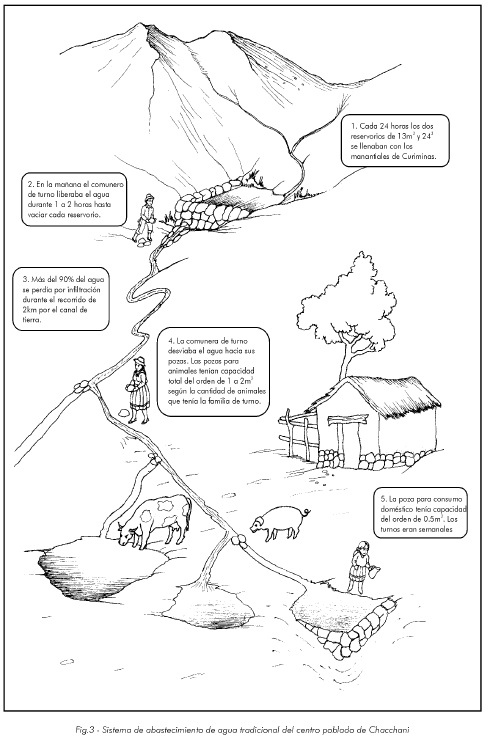
Sistema de Abastecimiento Tradicional

El enfoque bajo el cual se orientan los objetivos de formación y el desarrollo curricular de Ingeniería Sanitaria obedece a un proceso de reflexión en el cual se analiza el contexto internacional, las metas del milenio planteadas por las Naciones Unidas y las dinámicas en el contexto nacional y regional de acuerdo con los avances en ingeniería y las necesidades locales, de acuerdo con lo anterior su busca direccionar un proceso formativo que presente:
- Bases de la Ingeniería Civil en relación con el diseño de estructuras y en el conocimiento de materiales de ingeniería.

- Bases conceptuales y fortaleza en mecánica de fluidos e Hidráulica.

- Fortalezas en Procesos biológicos, ambientales y unitarios.

- Fundamentación en Termodinámica, Física, Matemática y biología, microbiología.

- Fundamentos de Química y Química Ambiental.

- Enfoque del suelo en cuanto a la capacidad portante y fundamentación en geología.

- Elementos conceptuales que permitan exploración, explotación, tratamiento y distribución de aguas subterráneas.
- Disponibilidad de agua subterránea. Hidráulica de acuíferos.

- Formación en hidrogeología.

- Enfoque hacia la hidrología de ecosistemas estratégicos con base en la disponibilidad de agua en los acuíferos y el diseño de sistemas de abasto y recolección de aguas.

- Diseño de distritos de Riego, apoyo al campo (presas, distribución, manejo de caudales)

- Enfoque en desarrollo sostenible hacia procesos constructivos con participación comunitaria.

- Saneamiento básico rural y urbano.

- Fortaleza en solución de problemas asociados con el recurso hídrico y gestión integral de residuos sólidos.

- Nuevas tecnologías, modelación del recurso hídrico y automatización de proyectos.

- Elementos propios del perfil de todo Ingeniero Sanitario en el contexto nacional e internacional.

## Perfil Profesional

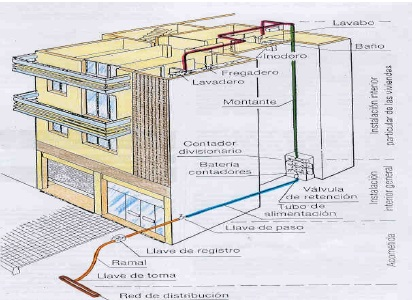
Diseño de Redes Hidráulicas en Viviendas

El profesional de Ingeniería Sanitaria, presenta competencias propias de la disciplina y una sólida formación integral orientada hacia el compromiso social, que le permite incursionar en el mercado laboral como gestor, diseñador, operador, Constructor, administrador, coordinador o evaluador de proyectos de índole sanitario en el marco del desarrollo sostenible, generando alternativas de solución frente a los problemas de abastecimiento de agua para diversos usos, contaminación atmosférica, recolección, tratamiento, reutilización y disposición final de residuos líquidos y sólidos que afectan a las comunidades rurales y urbanas en el orden local, regional, nacional e internacional.

## Capacidades del Ingeniero Sanitario
- Desarrollar sus actividades profesionales con alto grado de sensibilidad y compromiso social.

- Combinar los conceptos de las ciencias básicas con áreas aplicadas orientadas hacia los procesos que se llevan a cabo en el ámbito de la Ingeniería Sanitaria.

- Innovar, analizar y desarrollar actividades, labores y proyectos con creatividad.

- Mostrar iniciativa hacia la permanente actualización en avances científicos y tecnológicos.

- Generar alternativas técnicas y sociales para la recuperación y preservación del ambiente.

- Poseer una visión integral para identificar, interpretar y proponer alternativas de solución a problemas sanitarios y ambientales.

- Demostrar interés hacia el desarrollo de propuestas y tecnologías innovadoras, apropiadas y de fácil acceso a la comunidad que se transformen en soluciones concretas ante la problemática ambiental abordada.

## Perfil Ocupacional
El ingeniero es un profesional que sintetiza toda una serie de conocimientos científicos, tecnológicos y técnicos para la solución de los problemas sociales en un campo de acción específico. El ingeniero es el puente entre las necesidades y las soluciones. La parte más importante de su formación es el desarrollo de la capacidad para manejar y aplicar modelos físico - matemáticos de la realidad. Al lado de este conocimiento debe adquirir una serie de elementos de computación, química, conocimientos económicos, legales y administrativos, junto con toda una serie de saberes empíricos como son los procesos y tratamientos para mantener y conservar el ambiente.
El Ingeniero Sanitario estará en capacidad de desempeñarse profesionalmente como:
- Gestor de proyectos, mediante la aplicación e interpretación de modelos matemáticos y computacionales que le apoyen en la toma de decisiones y generación de alternativas en el contexto de la problemática ambiental.

- Diseñador, constructor y administrador de sistemas de tratamiento y distribución de agua para el consumo humano y otros usos, en poblaciones urbanas y rurales.

- Diseñador, constructor y administrador de sistemas de recolección, conducción y tratamiento de aguas residuales domésticas e industriales.

- Diseñador, constructor y administrador de sistemas de recolección, transporte, tratamiento y disposición final de residuos sólidos.

- Diseñador y/o consultor de sistemas de control de la contaminación atmosférica.

- Operador y/o administrador de empresas de servicios públicos de acueducto, alcantarillado o aseo, así como de sistemas y proyectos sanitarios que soporten u optimicen la infraestructura de estos servicios en una comunidad.

- Adicionalmente, estará en capacidad de interactuar con grupos interdisciplinarios de investigación, proyección social o comunidades académicas de instancia pública o privada, que adelanten proyectos en el ámbito sanitario y ambiental.

## Actividades en las que Participa la Ingeniería Sanitaria
Las actividades de la ingeniería sanitaria tendientes a sanear el medio tienen por objeto cortar el eslabón de la cadena de transmisión de muchas enfermedades y preservar el medio para agrado y bienestar de la sociedad. Esta acción de saneamiento esta ligada de modo íntimo a otras disciplinas de la salubridad como:
- Epidemiología

- Parasitología

- Microbiología estadística

- Administración sanitaria

- Higiene industrial

Estas son varias de las actividades en las que participa la Ingeniería Sanitaria:
- Abastecimiento, tratamiento y distribución de aguas

- Sistemas de alcantarillado, tratamiento y control de las aguas negras (o cloacales) y de los desechos industriales

- Control de la contaminación del agua

- Servicios municipales y rurales de eliminación de basura

- Control de roedores e insectos

- Higiene de los alimentos

- Saneamiento de las escuelas, lugares públicos, lugares de veraneo, piscinas, etc.

- Construcción de viviendas higiénicas

- Control de las emanaciones, polvos, gases

- Higiene y saneamiento industrial

- Planificación y urbanización de las ciudades.

## Ejemplo de Intervenciones Multidisciplinarias
- Trabajos de ingeniería civil, incluyendo las áreas de hidráulica, estructuras, topografía, geotecnia, fundaciones.
- Trabajos de ingeniería química, incluyendo las áreas de procesos y operaciones.
- Trabajos de ingeniería mecánica, incluyendo las áreas de diseño y operación de equipos de bombeo y de equipos para los diferentes tipos de tratamiento de aguas.
- Trabajos de ingeniería eléctrica.
- Trabajos de análisis de laboratorio para la determinación de parámetros físicos y químicos y de la presencia de materia orgánica.
- Estudios de investigación de procesos y operaciones.
- Estudios y trabajos de laboratorio para analizar aspectos bacteriológicos.
- Estudios epidemiológicos y actividades de concientización a cargo de médicos especialistas en salud pública.
- Estudios ambientales a cargo de especialistas en evaluación del impacto ambiental.
- Análisis y estudios legales.
- Estudios económicos y financieros.
- Estudios de comercialización.
- Estudios sociales.

## Necesidad Laboral
En el campo de las oportunidades laborales, se estima que los futuros egresados del programa de Ingeniería Sanitaria serán demandados en el sector privado y estatal a nivel local, regional, nacional e internacional. 
En el empleo.com se afirma que el desarrollo de la infraestructura para los sectores energético, industrial y de transporte, la demanda de servicios de profesionales en el área de la ingeniería ha incrementado. Aunque el Observatorio Laboral del Ministerio de Educación Nacional resaltó que las mejores perspectivas ocupacionales se encuentran en los núcleos básicos de conocimiento en administración, bibliotecología, economía, ingeniería administrativa, ingeniería de minas, ingeniería eléctrica, ingeniería electrónica, ingeniería de sistemas, matemáticas y estadística, y medicina, todos estos programas se relacionan en su desarrollo con la generación de problemas de carácter sanitario y ambiental.
La Ingeniería Sanitaria es un programa de poca divulgación entre las empresas y necesita consolidarse y penetrar en el mercado independientemente de la Ingeniería Ambiental. La Ingeniería Sanitaria es una carrera del futuro, ya que todas las actividades humanas generan problemas de saneamiento que deben ser prevenidos, identificados y solucionados. Internacionalmente, en América del Norte, la mayor demanda se da en el área de las Ingenierías, entre las que se encuentran las ciencias de la tierra y se enfocan en el campo de las ciencias de la vida, entre otras (Observatorio Laboral, 2010). En Argentina, la ingeniería es una profesión con exceso de demanda laboral. El Departamento de Graduados determinó que en el 2006, entre sesenta (60) profesionales entrevistados, el 99 % se encontraba ocupado. También se afirma que tienen muchas posiciones de trabajo habilitadas y una cantidad insuficiente de profesionales o estudiantes para cubrirlas (Universia, 2007). 
Un estudio de la Secretaria de Desarrollo Económico de Bogotá, 2010, señala que las actividades que tienen más demanda en la capital son las relacionadas con el transporte, tecnología y cosméticos, actividades que deben identificar y evitar las posibles causas de contaminación ambiental (El Observatorio Nacional de la Universidad Colombiana, 2010). La generación de empleo se encontrará en los próximos tres o cuatro años, en sectores como cosméticos y productos de aseo, textiles y confecciones y agroindustria, olvidando que estas actividades necesitan el desarrollo de infraestructura sanitaria y estudios de saneamiento básico. 

## Asignaturas
- Acueducto
- Administración Básica
- Alcantarillado
- Álgebra Lineal
- Análisis Estructural
- Biología
- Cálculo Diferencial
- Cálculo Integral
- Concretos
- Construcción
- Contaminación Auditiva
- Contaminación y Calidad del Aire
- Expresión Gráfica
- Ecología
- Ecuaciones Diferenciales
- Electromagnetismo
- Estadística Descriptiva
- Estadística Inferencial
- Fluidos y Ondas
- Geodesia
- Geología
- Hidráulica
- Hidrología
- Idioma Extranjero
- Informática Básica
- Instalaciones Hidráulicas y Sanitarias
- Lógica Matemática
- Matemática básica
- Mecánica
- Mecánica de Fluidos
- Mecánica de Suelos
- Metodología y Práctica de la investigación
- Microbiología Sanitaria y Ambiental
- Modelación Ambiental
- Plantas de Potabilización
- Procesos Ambientales,
- Plantas de Tratamiento de Agua Residual
- Procesos Ambientales
- Procesos Unitarios de Potabilización
- Procesos Unitarios para Agua Residual
- Química Ambiental
- Química del agua
- Química General
- Química Orgánica
- Residuos Sólidos
- Saneamiento Básico
- Salud Pública
- Sistemas de Información Geográficos
- Tecnologías Limpias
- Termodinámica
- Topografía